# Ohauroro Island
Ohauroro Island, auch Peach Island genannt, ist eine Insel im Whangaroa Harbour auf der Nordinsel von Neuseeland.

## Geographie
Die 490 m lange und bis zu 300 m breite Insel befindet sich im nördlichen Teil des Whangaroa Harbours, rund 3 km nordnordöstlich von der Siedlung Whangaroa entfernt, inmitten der Fahrrinne und nur wenige Hundert Meter südlich der Engstelle des Takahi Point. Südwestlich der Insel, die steil ansteigend auf eine Höhe von 116 m kommt und eine Größe von 11,3 Hektar besitzt, befindet sich die etwas größere Insel Milford Island, die auch Wairaupo Island genannt wird.
Administrativ zählt die Insel zum Far North District der Region Northland.

## Māori Schutzgebiet
Die Insel war Standort eines Pā des Hapū Ngatirua vom Iwi Ngati Kahu und ist heute wegen ihrer Bedeutung für die Māori als „Ohauroro Island Māori Reserve & Pā“ unter Schutz gestellt.

## Ökologisches Schutzgebiet
Der südliche Teil der Insel, der einen Waldbestand aufweist, wurde vom Department of Conservation (DOC) als ökologisches Schutzgebiet ausgewiesen.